# Sint-Mommolinuskerk

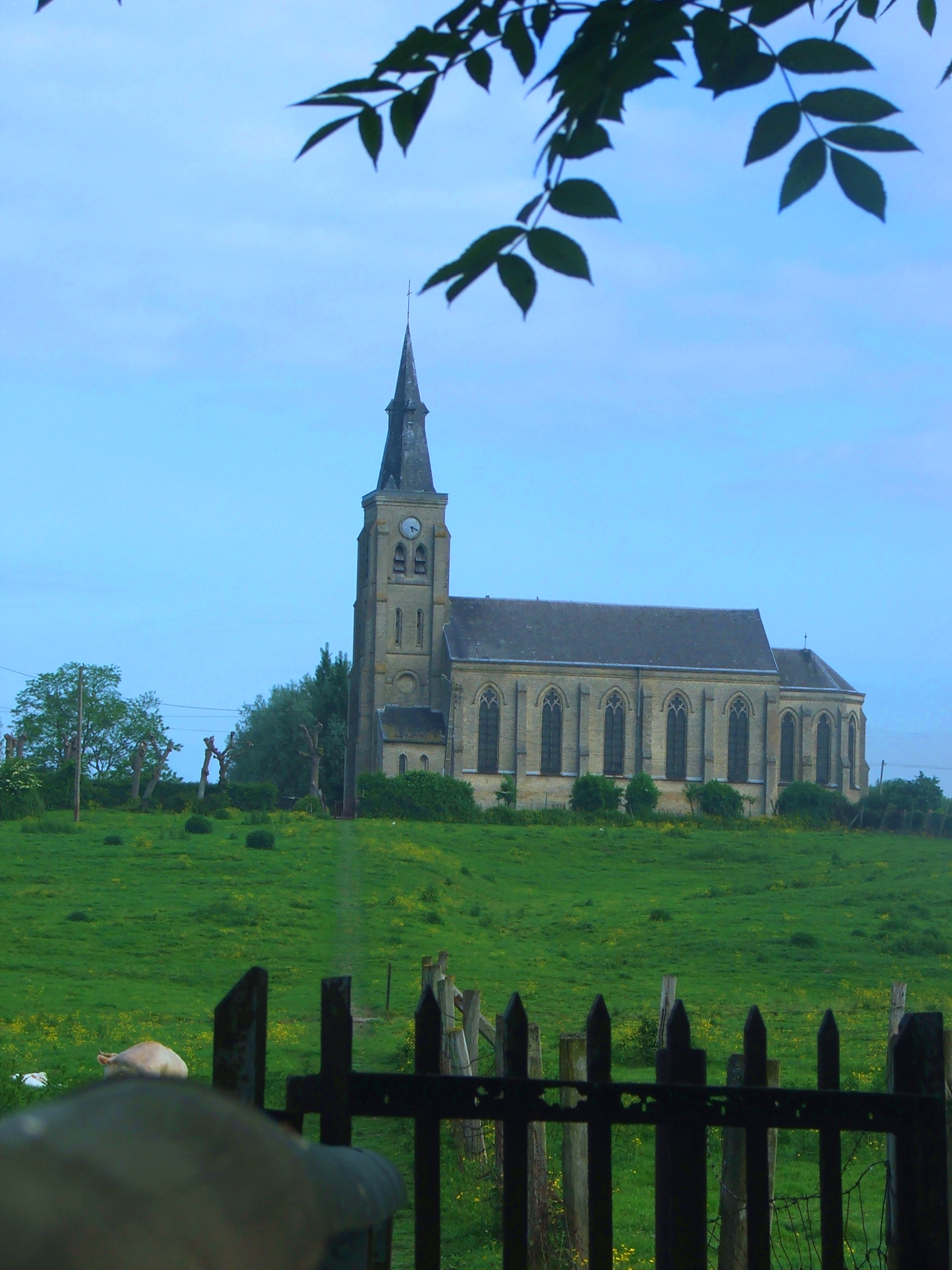
Sint-Mommelinuskerk

De Sint-Mommelinuskerk (Frans: Église Saint-Momelin) is de parochiekerk van de gemeente Saint-Momelin in tot het Franse Noorderdepartement.
De kerk werd gesticht in 640 en in 1327 herbouwd. In 1477 werd de kerk (vieux-moustier) verwoest door de troepen van Lodewijk XI van Frankrijk. In 1519 werd een nieuwe, aan Mommelinus gewijde, kerk ingezegend door de abt van de Abdij van Sint-Bertinus te Sint-Omaars. Deze kerk werd herbouwd in 1685 en 1814. De huidige kerk is van 1876-1877.
De kerk bezit een reliekschrijn van Mommelinus in de vorm van een borstbeeld, in verguld zilver en bezet met edelstenen (16e eeuw).